# Dyfjord
Dyfjord (nordsamiska: Dáigevuonna) är en by i Lebesby kommun i Finnmark fylke i norra Norge. Byn ligger vid änden av fylkesväg 8070, på den västra delen av halvön Nordkinnhalvøya, på den östra sidan av Laksefjorden.